# 统计分类
统计分类（英譯：Statistical classification）是机器学习非常重要的一个组成部分，它的目标是根据已知样本的某些特征，判断一个新的样本属于哪种已知的样本类。分类是监督学习的一个实例，根据已知训练集提供的样本，通过计算选择特征参数，建立判别函数以对样本进行的分类。与之相对的是無監督學習，例如聚类分析。
统计分类机器学习是一种利用统计方法和算法来从数据中学习分类规则的技术。分类是一种预测性分析，目的是将输入数据分配到预定义的类别或标签中。例如，根据邮件的内容，我们可以将其分类为垃圾邮件或非垃圾邮件。
统计分类机器学习的基本步骤如下：
- 数据收集和预处理：这一步涉及到从不同的来源收集数据，并对其进行清洗、转换和标准化，以便于后续的分析。
- 特征选择和提取：这一步涉及到从数据中选择和提取与分类任务相关的特征或属性。特征可以是数值的、类别的或文本的。特征选择和提取的目的是降低数据的维度，减少噪声和冗余，提高分类的准确性和效率。
- 模型选择和训练：这一步涉及到从多种统计分类算法中选择合适的模型，并用训练数据来训练模型。训练数据是已经有类别标签的数据，用于让模型学习分类规则。常用地统计分类算法有逻辑回归、朴素贝叶斯、支持向量机、决策树、随机森林、神经网络等。
- 模型评估和优化：这一步涉及到用测试数据来评估模型的性能和泛化能力。测试数据是没有类别标签的数据，用于检验模型是否能正确地分类新的数据。常用的评估指标有准确率、召回率、精确率、F1分数等。根据评估结果，我们可以对模型进行调整和优化，以提高分类的效果。
- 模型部署和应用：这一步涉及到将训练好的模型部署到实际的应用场景中，如网站、手机应用、智能设备等。模型部署和应用的目的是利用模型的分类能力来解决实际的问题，如垃圾邮件过滤、情感分析、人脸识别等。

## 與其他問題的關係
統計分類常用於分類和聚類的規律識別，即將某種輸出值分配給給定的輸入值。統計分類也可用於回歸和序列標記；前者為將實值輸出分配給每個輸入，後者為給值序列的每個成員分配一個類別；統計分類也可用於解析，也就是將將解析樹分配給輸入句子，以描述句子的句法結構